# 1865 en chimie
Cet article présente les faits marquants de l'année 1865 en chimie.

## Évènements
- 18 août : John Alexander Reina Newlands émet son hypothèse de la loi des octaves[1] selon laquelle les propriétés chimiques des éléments classés en fonction de leurs masses atomiques se retrouvent tous les huit éléments.
- Le fabricant de boules de billard américain Phelan & Collendar promet 10 000 $ à la personne qui trouverait un substitut à l'ivoire dans la fabrication de boules de billard. Pour obtenir ce prix, l'inventeur américain John Wesley Hyatt met au point le celluloïd, la première matière plastique, breveté en 1869[2].
- Johann Josef Loschmidt détermine le nombre exact de molécules contenues dans une mole qui sera plus tard appelé nombre d'Avogadro[3],[4].
- Friedrich Kekulé von Stradonitz, se fondant en partie sur les travaux de Loschmidt, établit la structure du benzène comme étant un cycle à six atomes de carbone comportant une alternance de simples et doubles liaisons[5],[6].
- Adolf von Baeyer commence ses travaux sur le pigment indigo, une référence dans l'industrie de la chimie organique moderne, qui a révolutionné l'industrie des colorants[7].
- Le physicien allemand Rudolf Clausius introduit la notion d'entropie[8].

## Naissances
- 1er avril[9] : Richard Adolf Zsigmondy (mort en 1929), chimiste austro-allemand, prix Nobel de chimie en 1925[10].
- 13 mai[11] : Johannes Thiele (mort en 1917), chimiste allemand.
- 18 juin[12] : Emil Knoevenagel (mort en 1921), chimiste allemand.
- 1er septembre[13] : Georges Charpy (mort en 1945), chimiste français.
- 12 octobre[14] : Arthur Harden (mort en 1940), biochimiste anglais, co-lauréat du prix Nobel de chimie de 1929 avec Hans von Euler-Chelpin « pour leurs recherches sur la fermentation du sucre et des enzymes de fermentation[15] ».

## Décès
- 18 juillet : Raffaele Piria (né en 1814), scientifique et chimiste italien.

- 2 septembre : John Macadam (né en 1827), chimiste, médecin et enseignant australien.